# أوتو ابيل
أوتو ابيل (بالألمانية: Otto Appel)‏ (و. 1867 – 1952 م) هو عالم نبات، وأستاذ جامعي من ألمانيا . ولد في كوبورغ .
وكان عضو في الأكاديمية الألمانية للعلوم ليوبولدينا .

## جوائز
حصل على جوائز منها:
- Commander's Cross of the Order of Merit ofthe Federal Republic of Germany.

## روابط خارجية
- أوتو ابيل على موقع مونزينجر (الألمانية)